# Ruimtestructuur
Ruimtestructuur is een artistiek kunstwerk in Amsterdam-Zuidoost.
Ewerdt Hilgemann kreeg van de gemeente Amsterdam het verzoek een beeld te ontwerpen in verband met de inrichting van de Bijlmermeer. Die opdracht vloeide voort uit een expositie die van Hilgemanns werk werd gehouden in de galerie Riek Swarte aan de Keizersgracht in Amsterdam, waarbij hij lovende kritieken kreeg als ook enkele werken verkocht. Eenmaal terug in Gelsenkirchen kreeg hij bezoek van vertegenwoordigers van Amsterdam. Hij kreeg daarbij de mededeling dat zijn geleverde werk het eerste kunstobject in de nieuwe wijk zou worden. Hilgemann ontwierp vervolgens een carré van zestien ronde rode palen gezet in een betonnen fundering. Hij refereerde hiermee aan menig heipaal die hier voor de hoogbouwflats in de grond werden gezet, al waren die veelal vierkant. Toen het beeld in 1969 klaar was werd het bij een informatiecentrum in het Aanloopcentrum gezet, dat nieuwe bewoners begeleidde in de bewoning van de net opgeleverde nieuwbouwflats.
Eind jaren negentig vond er een grote saneringsslag plaats in de wijk. De in de hemel geprezen hoogbouwflats bleken niet zo ideaal te zijn als in de jaren zestig gedacht; een aantal ging tegen de vlakte en werd vervangen door laagbouw. Op de plaats van het Aanloopcentrum werd de wijk Vogeltjeswei neergezet. In die sanering werd ook Ruimtestructuur verplaatst al zij het weinig, ongeveer 50 meter zuidwaarts. In overleg met Hilgemann werd het beeld gerestaureerd; het zat onder de vogelpoep en sloeg groen uit. Het werd geplaatst in het water van de Troepiaalsingel tussen de bewoonde wereld en het Bijlmerpark, dat in 2014 werd omgedoopt in Nelson Mandelapark. Om te voorkomen dat vogels het beeld weer als toilet gingen gebruiken werden de palen aan de bovenzijde voorzien van pinnen. De kunstenaar was uitermate tevreden over de verplaatsing. De weerspiegeling in het water gaf het beeld een nieuwe dimensie, aldus Hilgemann.
In 2020 was er in het Kroller Muller een overzichtstentoonstelling van zijn werk, waarbij ook een model van Ruimtescultuur werd tentoongesteld. De kunstenaar had een aantal werken aan dat museum geschonken. Ongeveer gelijktijdig met Ruimststructuur maakte Hilgemann Pyramide, een carré van zeven bij zeven palen in de vorm van een pyramide, geplaatst op de Keukenhof.

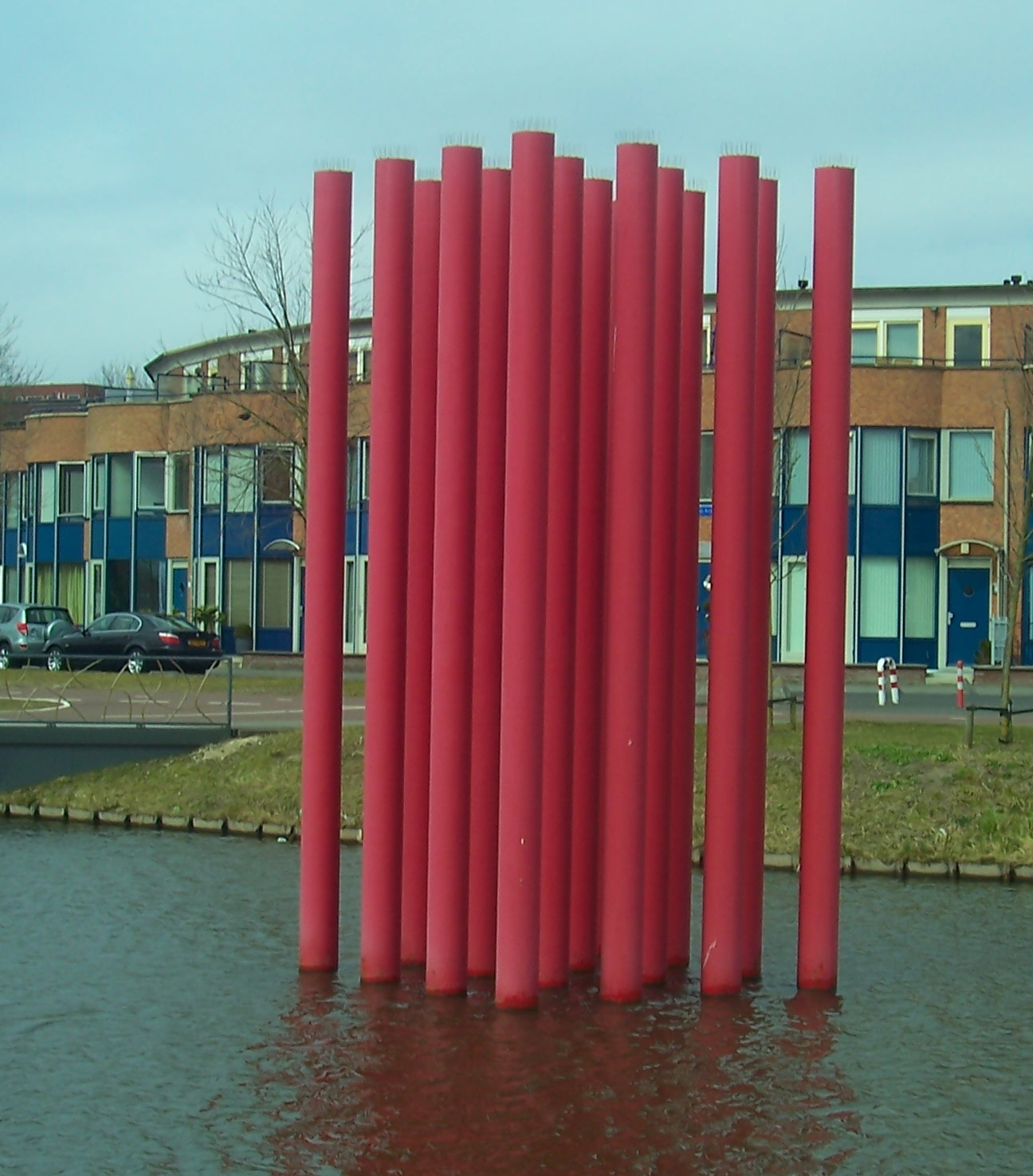
Ruimtestructuur (2013)